# Gudalji
Gudalji is een plaats in de gemeente Ozalj in de Kroatische provincie Karlovac. De plaats telt 1 inwoners (2001).